# Foundation for Ancient Research and Mormon Studies
|  | Dieser Artikel oder Abschnitt wurde wegen inhaltlicher Mängel auf der Qualitätssicherungsseite der Redaktion Geschichte eingetragen (dort auch Hinweise zur Abarbeitung dieses Wartungsbausteins). Dies geschieht, um die Qualität der Artikel im Themengebiet Geschichte auf ein akzeptables Niveau zu bringen. Dabei werden Artikel gelöscht, die nicht signifikant verbessert werden können. Bitte hilf mit, die Mängel dieses Artikels zu beseitigen, und beteilige dich bitte an der Diskussion! |

Die Foundation for Ancient Research and Mormon Studies (kurz F.A.R.M.S. oder Farms; zu deutsch: Stiftung für Altertumsforschung und mormonismusbezogene Themen) wurde 1979 als private Forschungsorganisation gegründet und wurde 1997 Teil der Brigham Young University in Provo im US-Bundesstaat Utah. Seit 2004 heißt die Organisation Neal A. Maxwell Institute for Religious Scholarship (Neal A. Maxwell Institut für Religionswissenschaften).
Das Logo von Farms zeigt das Programm. Es enthält Schriftzeichen aus den vier für Studien über das Buch Mormon wichtigsten Sprachen: links oben das hebräische Aleph, als erster Buchstabe Symbol für den Anfang, rechts unten das griechische Omega, als letzter Buchstabe Symbol für das Ende. Links unten findet sich eine ägyptische Hieroglyphe für den Sonnengott Re als Symbol für die Auferstehung und rechts oben eine stilisierte Maya-Glyphe als Symbol für die Mittelamerika-Studien.  
F.A.R.M.S fördert Studien und die Forschung über das Buch Mormon, das Buch Abraham, das Alte und Neue Testament sowie Studien zu der Entstehung früh-christlicher Traditionen, antiken Tempeln und anderen damit zusammenhängenden Themen. Internationale Bekanntheit in Fachkreisen hat sich F.A.R.M.S. durch intensive Mitarbeit an der Digitalisierung der Schriftrollen vom Toten Meer und deren Übersetzung erworben.
Die wissenschaftlichen Arbeiten von F.A.R.M.S erscheinen in den eigenen Publikationen „Journal of Book of Mormon Studies“, in wissenschaftlichen Zeitschriften anderer Herausgeber und als Bücher, die teilweise selbst herausgegeben, teilweise von Wissenschaftsverlagen publiziert werden.
Wie in der wissenschaftlichen Welt allgemein üblich, unterliegen die Arbeiten von F.A.R.M.S. der Überprüfung und Kritik ihrer Fachkollegen und werden nach allgemein anerkannten wissenschaftlichen Standards erarbeitet.
Die einzigen deutschen Übersetzungen von Publikationen von F.A.R.M.S. in gedruckter Form sind bei LDS BOOKS erschienen.

## Kontroversen
F.A.R.M.S. ist bekannt für seine kritischen Buchbesprechungen von Werken, die sich mit ihrem Arbeitsfeld befassen. Dabei kommen besonders kritische Werke, die die Absicht verfolgen, das Buch Mormon als Fälschung zu entlarven und die Geschichte der Kirche Jesu Christi der Heiligen der Letzten Tage als Abfolge von Betrug und Gewalt aufzudecken, sehr schlecht weg. Natürlich versuchen die Autoren solcher Werke, die Glaubwürdigkeit von F.A.R.M.S. zu erschüttern.
Eine ziemlich kleine, extrem liberale Gruppe innerhalb der Kirche betrachtet die Hypothesen, mit denen F.A.R.M.S. an die Forschungen herangeht, vor allem die Betrachtung des Buches Mormon als echten historischen Bericht über tatsächliche Ereignisse, als zu naiv.
Weiterhin haben Mitglieder, die den traditionellen Ansichten über das Buch Mormon folgen und die Geschichte der Kirche undifferenziert betrachten, Sorge, dass F.A.R.M.S. unangenehme Tatsachen finden könne, die den Glauben schwächen und Streit fördern könnten. Diese Menschen, sofern sie sich überhaupt mit der Thematik befassen, empfinden den wissenschaftlichen Disput als unchristlich.